# IBM 시스템/390
| IBM 메인프레임의 역사 (1952년~현재) | IBM 메인프레임의 역사 (1952년~현재) |
| 출시 제품                           | 구조                                |
| ----------------------------------- | ----------------------------------- |
| 700/7000 시리즈                     | 다양함                              |
| 시스템/360                          | 시스템/360                          |
| 시스템/370                          | 시스템/370                          |
| 시스템/370                          | S/370-XA                            |
| 시스템/370                          | ESA/370                             |
| 시스템/390                          | ESA/390 (ARCHLVL 1)                 |
| z시리즈 900, 800, 990, 890          | z/아키텍처 (ARCHLVL 2)              |
| 시스템 z9                           | z/아키텍처 (ARCHLVL 2)              |
| 시스템 z10                          | z/아키텍처 ARCHLVL 3                |
| z엔터프라이즈 시스템                | z/아키텍처 ARCHLVL 3                |
| v • d • e • h                       |                                     |

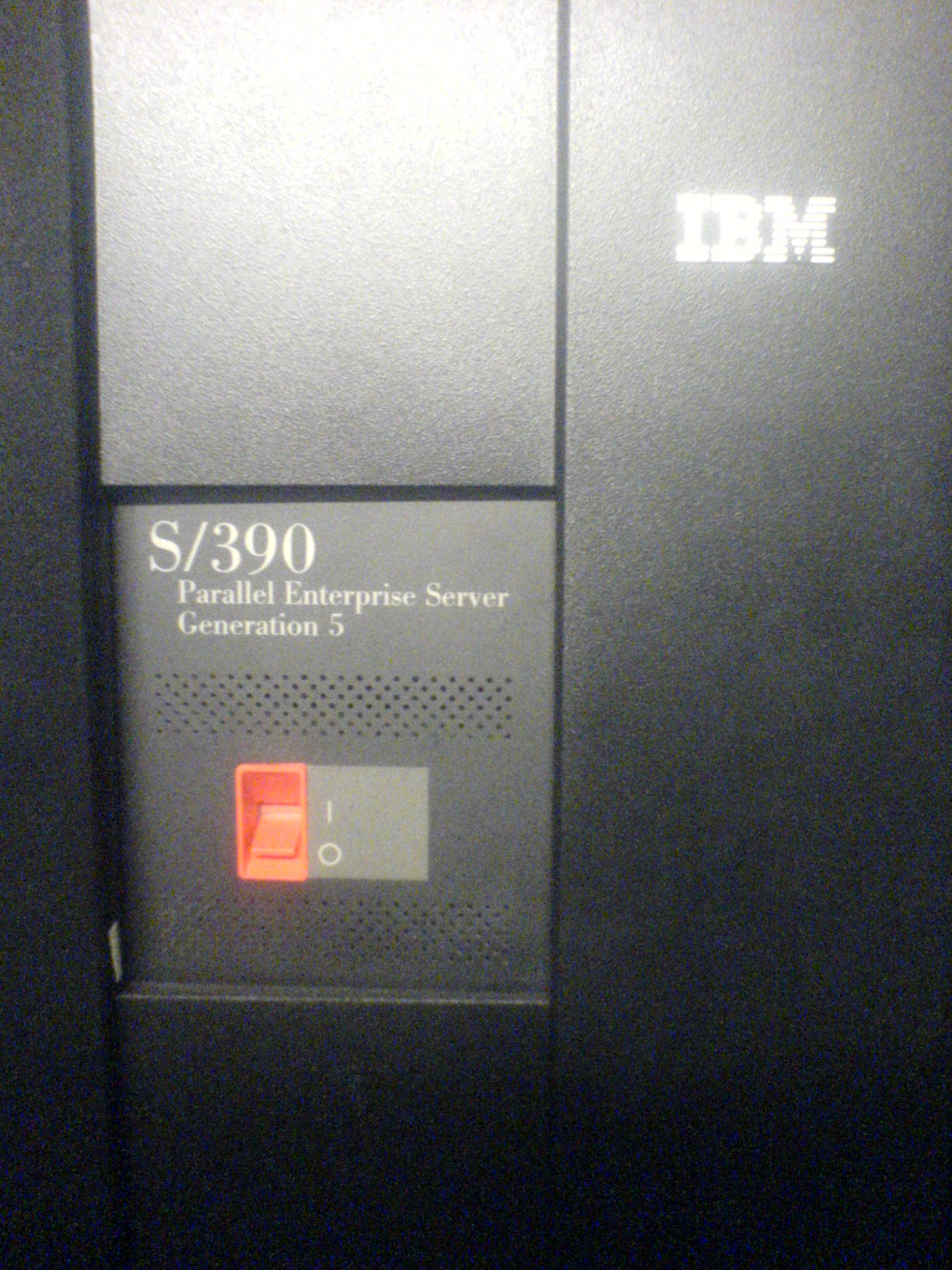
IBM S/390 페러럴 엔터프라이브 서버 5세대 전면 덮개

ESA/390(Enterprise Systems Architecture/390)은 1990년 9월 도입된 IBM의 마지막 32비트 주소/32비트 데이터 메인프레임 컴퓨팅 디자인으로, 다른 경쟁사들 암달, 히타치, 후지쯔는 호환 기기를 제작하였다. 시스템/370의 뒤를 이으며 2000년에 64비트 z/아키텍처가 계승한다.
이 아키텍처를 지원하는 머신들은 시스템/390(S/390)이라는 브랜드로 1990년대 초부터 판매되었다. 시스템/390의 9672 구현체는 전통적인 양극 논리가 아닌, CMOS CPU 전자 장치들과 함께 구현된 최초의 하이엔드 IBM 메인프레임 아키텍처였다.

## S/390 컴퓨터
ESA/390 아키텍처는 IBM ES/9000 계열 메인프레임과 함께 도입되었다.
나중에, 1994년 이후 IBM 9672 머신들이 규모 면에서 가장 크고 가장 저명하였다. 이 계열은 6개의 하드웨어 세대로 조립되었다:
| 모델                              | 도입 연도 | CPU 개수 | 성능 (MIPS) | 메모리 (GB) |
| --------------------------------- | --------- | -------- | ----------- | ----------- |
| G1 – 9672-Rn1, 9672-Enn, 9672-Pnn | 1994      | 1–6      | 15–66       | 0.125–2     |
| G2 – 9672-Rn2, 9672-Rn3           | 1995      | 1–10     | 15–171      | 0.125–4     |
| G3 – 9672-Rn4                     | 1996      | 1–10     | 33–374      | 0.5–8       |
| G4 – 9672-Rn5                     | 1997      | 1–10     | 49–447      | 0.5–16      |
| G5 – 9672-nn6                     | 1998      | 1–10     | 88–1069     | 1–24        |
| G6 – 9672-nn7                     | 1999      | 1–12     | 178–1644    | 5–32        |

## 운영 체제
OS/390, VM/CMS, VSE, 슬랙웨어, 리눅스/390, 그리고 초기 시스템/370이 지원했던 모든 운영 체제.

## 같이 보기
- IBM 시스템/360
- IBM 시스템/370
- IBM Z